# عدار الماء العذب
عدار الماء أو هدرة الماء حيوان صغير يتراوح طوله ما بين 4-10 ملم، يعيش غالبًا مثبتًا بالصخور أو السطح الأسفل لأوراق نباتات المياه العذبة أو سابحًا في الماء.
للهيدر جسم إسطواني الشكل مجوف، ينتهي بقرص قاعدي يسمى القدم، مزود بخلايا غدية تمكن العدار من الالتصاق، وبطرف علوي مخروطي الشكل يحتوي على فتحة الفم ولذلك يعرف بالمخروط الفموي ويحاط الفم بلوامس يراوح عددها بين 6-8 لوامس ويفتح الفم مباشرةً على التجويف الداخلي للجسم